# Gustav Trolle
Gustav Eriksson Trolle je bil v turbulentnih časih reformacije dvakrat nadškof Uppsale, Švedska, * 1488, Švedska, † 1535, otok Fyn, Danska.
Bil je sin Erika Arvidssona Trolleja, bivšega švedskega regenta v obdobju Kalmarska unija. Po študiju v Kölnu in Rimu se je vrnil na Švedsko in bil leta 1513 izvoljeni za vikarja v Linköpingu.  Leto kasneje je postal nadškof v Uppsali in se začel prepirati s švedskim regentom Stenom Sturejem mlajšim, ki je začel širiti govorice, da je Trolle povezan z danskim kraljem Kristijanom II. Trolle je bil ne glede na to ali so bile govorice resnične ali ne, odstranjen s svojega položaja in oblegan v njegovem nadškofovskem dvorcu Almarestäket na jezeru Mälaren. Pozimi 1517 je bil Almarestäket na ukaz švedske vlade porušen. 
Ko je danski pritisk na Švedsko začel naraščati, se je Trolle postavil na stran kraljevih pristašev. Po prihodu Kristijana II. leta 1520 na Švedsko, je bil zato nagrajen s ponovnim imenovanjem za uppsalskega nadškofa. 4. novembra 1520 je Kristijana mazilil in kronal za švedskega kralja. Vse kaže, da so bili ti in kasnejši dogodki dogovorjeni še pred Kristijanovim prihodom na Švedsko.

## Stockholmski krvavi ples
Gustav Trolle je sestavil seznam svojih nasprotnikov, zaradi  katerih je trpel in so ukazali uničenje Almarestäketa. Kralj je 7. novembra 1520 na svojem dvoru zbral osebe s Trollejevega seznama (nekateri viri omenjajo sto, drugi samo dvajset), ki so jih v naslednjih dneh obsodili za herezijo in nato obglavili ali obesili v tako imenovanem Stockholmskem krvavem plesu. Podrobnosti procesa in eksekucij niso znane, Kristijan sam pa je zahteval javne usmrtitve, ki bi zastrašile upornike in kasnejšega švedskega kralja Gustava I. Vasa, ki je postal ključna osebnost v vojni proti Danski.
Usmrčena sta bila dva škofa, štirinajst plemičev, trije župani, štirinajst mestnih svetnikov in okoli dvajset meščanov, po podatkih glavnega rablja Jörgena Homutha skupaj 82 ljudi.
Kristijan, ki se je nekaj mesecev kasneje vrnil na Dansko, je Trolleja imenoval za člana vlade. Trolle je bil nepriljubljen in bil septembra naslednje leto prisiljen zapustiti Švedsko. Preselil se je na Dansko in tam živel nekaj let. Leta 1526 se je s Kristijanom srečal na Nizozemskem. Kralja so medtem odstavili in izgnali, vendar si je  vsemi silami prizadeval, da bi ponovno prišel na prestol. Zavrnil je luteransko vero v upanju, da mu bo katoliška cerkev pomagala ponovno priti na oblast. Zbral je vojsko in se leta 1530 odpravil na pohod na Norveško.
Trolle je bil po nekaj letih služenja kralju leta 1535 smrtno ranjen v bitki pri Øksnebjergu na danskem otoku Fynu. Pokopan je bil v stojnici v Schleswigu. 

## Zapuščina
Olaus Petri opisuje Gustava Trolleja kot trdega in trmastega človeka. Švedi so ga še dolgo po smrti imeli za izdajalca svojega naroda. Zgodovinarji, med njimi Anders Fryxell, so trdili, da je takšno mnenje o njem prevladovalo še v 18. stoletju.

## Vir
- Nordisk familjebok (švedščina).